# Polynoe glaberrima
Polynoe glaberrima är en ringmaskart som beskrevs av Hansen 1882. Polynoe glaberrima ingår i släktet Polynoe och familjen Polynoidae. Inga underarter finns listade i Catalogue of Life.